# Parlavà
Parlavà è un comune spagnolo situato nella comunità autonoma della Catalogna.